# Ерна Солберг
Ерна Солберг (норв. Erna Solberg; Берген, Хордаланд, 24. фебруар 1961) била је премијерка (државни министар) Норвешке.
Вођа је деснице од 2004. године, а од 2001. године до 2005. године била је министар локалне самоуправе и регионалног развоја. За премијера је изабрана после избора 2013. године.